# 태종학
태종학(太鍾鶴, 1922년 ~ 1997년 9월 7일)은 제11대 대구시장과 제16대 충청북도지사를 역임한 대한민국의 공무원이었다.

## 경력
- 1959년 8월 ~ 1960년 5월 제12대 경상북도 청도군 군수
- 경상북도 군위군 군수
- 내무부 총무과 과장
- 1966년 5월 25일 ~ 1969년 10월 24일 제11대 경상북도 대구시장
- 1971년 6월 12일 ~ 1973년 9월 26일 제16대 충청북도지사
- 한주기업(석유화학지원공단) 대표이사 사장

## 가족 관계
- 배우자 : 고복례( ~ 2021년 12월 11일)
  - 아들 : 태원진, 태원근
    - 며느리 : 임인선, 안혜선

  - 딸 : 태경희, 태선영
    - 사위 : 박석우, 노재탁

## 참고 자료
- 태종학 - 국사편찬위원회

| 전임 강계원 | 제11대 경상북도 대구시장 1966년 5월 25일 ~ 1979년 10월 24일 | 후임 김수학 |

| 전임 정해식 | 제16대 충청북도지사 1971년 6월 12일 ~ 1973년 9월 62일 | 후임 오용운 |